# Frampton (Lincolnshire)
Pour les articles homonymes, voir Frampton (homonymie).
Frampton est une paroisse civile et un village du Lincolnshire, en Angleterre.